# گوجوریو
گوجوریو (به ژاپنی: 剛柔流)، به معنای "روش سخت و نرم" یک ورزش رزمی و یکی از سبک‌های اصلی کاراته اوکیناوایی است که از ترکیب تکنیک‌های نرم و تکنیک‌های سخت ایجاد شده‌است.
گوجوریو یکی از ۴ سبک به رسمیت شناخته شده در فدراسیون جهانی کاراته است (دیگر سبک‌ها عبارتند از: وادوریو، شیتوریو و شوتوکان) .
هر دو اصل نرمی و سختی تکنیک‌ها در کتاب بوبیشی (به چینی: wu bei ji) آمده است که استادان اوکیناوایی در قرن‌های نوزدهم و بیستم از آن استفاده می‌کردند. گو (به ژاپنی: 剛) به معنی سخت یا سفت، به تکنیک‌های دست از فاصله نزدیک یا حملات خط مستقیم اشاره دارد و جو (به ژاپنی: 柔) به معنی نرم به تکنیک‌های دست باز و جابجایی‌های دایره‌ای اشاره دارد. گوجوریو تکنیک‌های جابه جایی‌های مستقیم را به همراه جابه جایی‌های دایره‌ای و نیز حملات سخت همچون ضربه‌های پا و مشت‌های دست از فاصله کم را با تکنیک‌های حمله، دفاع و کنترل حریف (چون قفل کردن، گلاویزی، بر زمین زدن و پرتابی) دست باز نرم ترکیب کرده و از هر دو در آموزش‌های خود استفاده می‌کند.
تأکید اصلی در این سبک بر تنفس درست در تمامی کاتاها به ویژه در کاتای سانچین است که یکی از دو کاتای اصلی این سبک می‌باشد. کاتای اصلی دیگر این سبک، تنشو نام دارد که به جنبه نرم این سبک می‌پردازد. در آموزش‌های گوجوریو تمریناتی برای افزایش قدرت بدنی، روش اصلی مبارزه سبک (تمرینات فاصله، نقاط ضعف،‌ افزایش قدرت و غیره) و تمرینات با دیگران وجود دارد.

## تاریخچه
گسترش گوجوریو به زمان کانریو هیگاشیونا (هیگااونا) (۱۸۵۳-۱۹۱۶) که از اهالی شهر ناها در اوکیناوا بوده‌است برمی‌گردد. استاد هیگاشیونا شوری‌ته را  از کودکی آغاز کرد. در ۱۸۶۷ هنر رزمی بوکس مشت راهب (لوهان چوآن) را زیر نظر استاد سیشو آراکاکی شروع کرد. استاد آراکاکی در ۱۸۷۰ به عنوان مترجم مقامات اوکیناوایی به پکن رفت و به هیگاشیونا استاد دیگری با نام کوجو تایتی را معرفی کرد. هیگاشیونا با کمک تایتی و یکی از آشنایان موفق به سفر به چین شد و یادگیری هنرهای رزمی را ادامه داد. او در ۱۸۷۳ به فوژو در استان فوجیان در چین رفت که هنرهای رزمی را تحت نظر استادان مختلفی ادامه داد.

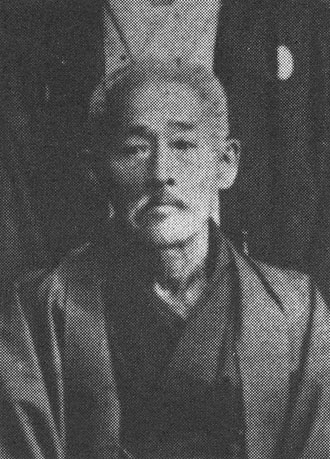
کانریو هیگاشیونا در اوایل دهه ۱۹۰۰

او در ۱۸۷۷ به یادگیری کونگ‌فو از استادی که ریوریوکو خوانده می‌شد پرداخت. توکاشیکی ایکن نام واقعی او را ژی ژونگ‌ژیانگ پایه‌گذار کونگ‌فوی درنای فریادکش دانسته است. ژی ژونگ‌ژیانگ به چندین شاگرد اوکیناوایی آموزش داده است که بعدها از بزرگترین استادان کاراته گشتند.
هیگاشیونا در ۱۸۸۲ به اوکیناوا برگشت و در کنار پرداختن به شغل خانوادگی خود (تجارت هیزم)، آموزش سیستم رزمی جدید خود را نیز شروع کرد. سیستم جدید هیگاشیونا که از ترکیب تکنیک‌های نرم و تکنیک‌های سخت ایجاد شده بود با نام ناهاته شناخته می‌شد(1). 
موریو هیگااونا عنوان کرده که در ۱۹۰۵، استاد هیگاشیونا هنرهای رزمی را بر اسا نوع هنرآموزانش به دو گونه آموزش می‌داده‌است: 1. در خانه،‌ او ناهاته را به عنوان هنری رزمی که هدف اصلی آن کشتن حریف بود آموزش می‌داده‌است. 2. اما در آموزشگاه او کاراته را به شکل آموزش فیزیکی،‌ خردگرایی و اخلاقی پی می‌گرفته‌است.
معروفترین شاگرد استاد هیگاشیونا چوجون میاگی (۱۸۸۸-۱۹۵۳)،‌ فرزند یک بازرگان ثروتمند شهر ناها، بوده که از ۱۴ سالگی به شاگردی او درآمد. او در ۱۱ سالگی زیر نظر ریوکو آراکاکی به یادگیری هنرهای رزمی پرداخت و از طریق آراکاکی بود که با استاد هیگاشیونا آشنا شد. میاگی به مدت ۱۵ سال تا زمان مرگ استاد هیگاشیونا در سال ۱۹۱۶ به شاگردی او پرداخت.
در ۱۹۱۵، ‌میاگی و یکی از دوستانش با نام گوکنکی به شهر فوچو در چین رفتند تا استادی که به هیگاشیونا آموزش داده بود را بیابند. آن‌ها به مدت یکسال از استادان مختلفی آموزش دیدند اما مدرسه هنرهای رزمی قبلی دیگر وجود نداشت. کمی پس از آمدن آن‌ها استاد هیگاشیونا درگذشت و شاگردان استاد هیگاشیونا به آموزش زیر نظر میاگی پرداختند. استاد میاگی کاتای جدیدی با نام تنشو به معنای 'گردش دست‌ها' که از روکیشوی درنای سفید فوجیان گرفته شده‌بود را نیز به شاگردان آموزش داد.
شاگرد ارشد استاد هیگاشیونا با نام جوهاتسو کیودا آموزشگاهی با نام تون‌ریو (تون یکی از راه‌های تلفظ چینی نام هیگاشیوناست و تون‌ریو به معنی روش هیگاشیونا است) ایجاد کرد.
در سال ۱۹۲۹ نمایندگان هنرهای رزمی سراسر ژاپن به کیوتو رفتند تا هنر رزمی خود را به نمایش بگذارند. از استاد میاگی نیز خواسته شد که برود اما او نمی‌توانست به همین دلیل شاگرد ارشد خود، جینان شینزاتو را فرستاد. در آنچا یکی از نمایندگان از او دربارهٔ نام هنر رزمی‌اش پرسش کرد. در آن زمان استاد میاگی هنوز نامی بر هنر رزمی خود نگذاشته بود، شینزاتو که نمی‌خواست شرمنده شود نام هانکوریو (با معنی روش نیمه‌سخت) را به‌طور فی‌البداهه بیان کرد. او پس از برگشت به اوکیناوا این مسئله را با استاد میاگی درمیان گذاشت و استاد نام گوجوریو (به معنای روش سخت و نرم) را برای سبک خود برگزید.
استاد میاگی این نام را از شعرهاکو کنپو (به معنی هشت قانون مشت) که هشت اصل هنرهای رزمی را بیان می‌کند انتخاب کرد. این شعر در کتاب بوبیشی آمده‌است که متن کلاسیک چینی دربارهٔ هنرهای رزمی و پزشکی است. خط مزبور در شعر چنین است: Ho wa Gōjū wa Donto su بدین معنی که: "راه دم و بازدم، سخت و نرم است" یا "هرچیزی در این جهان به نرمی نفس می‌کشد و به سختی بازدم می‌کند."
در مارس ۱۹۳۴، ‌میاگی کاراته-دو گایستسو (به معنی "مختصری از کاراته-دو (دست چینی)") را نوشت که با معرفی کاراته-دو، شرحی کلی بر تاریخ، فلسفه و کاربرد آن بود. این نوشته دست‌نویس، یکی از معدود آثار نوشتاری به جای مانده از خود میاگی است.
خانه میاگی در جریان جنگ جهانی دوم خراب شد. در ۱۹۵۰ تعدادی از شاگردان او شروع به ساخت خانه و دوجوی جدیدی برای او کردند که در ۱۹۵۱ به اتمام رسید. آن‌ها در ۱۹۵۲ به فکر ایجاد سازمانی برای سریع کردن روند گسترش گوجوریو افتادند. این سازمان با نام گوجوریو شینکوکای (به معنی انجمن ترویج گوجوریو) نامیده شد. اعضای مؤسس آن سِیکو هیگا، که‌یو ماتانباشی، جینسِه کامیا و گِنکای ناکایما بودند.
در دو سال مهم بود که روش گوجوریو در ژاپن به رسمیت شناخته شد: ابتدا در سال ۱۹۳۳ که  دای نیپپون بوتوکوکای، گوجوریو را به عنوان یک بودو به رسمیت شناخت؛ یعنی گوجوریو را به عنوان یک گِندای بودو (هنر رزمی امروزین) تأیید کرد. در سال ۱۹۹۸ نیز، دای نیپپون بوتوکوکای، گوجوریو را به عنوان یک کوریو (هنر رزمی کهن) به رسمیت شناخت. شناخت گوجوریو به عنوان کوریو نشان‌دهنده تغییر دیدگاه جامعه ژاپن به روابط ژاپن، چین و اوکیناواست. تا سال ۱۹۹۸، تنها هنرهای رزمی‌ای که در سرزمین اصلی ژاپن به تمرین می‌شدند می‌توانستند به عنوان کوریو بوجوتسو شناخته شوند.

## فلسفه
میاگی بر این باور بود که "هدف نهایی کاراته، ساخت شخصیت انسان، چیرگی بر بدبختی‌های بشر و بدست آوردن آزادی روحی است". او بیان داشته که تعادل بین آموزش‌های دفاع شخصی با "آموزش ذهن" و نیز رعایت اصل کاراته نی سنته ناشی (به ژاپنی: 空手に先手なし) (یعنی "کاراته‌کا هیچگاه نباید شروع‌کننده حمله‌ای باشد" که تاکیدی است بر اینکه کاراته را باید تنها برای دفاع به کار برد) مهم است. او همچنین بر رشد خرد پیش از افزایش قدرت تأکید کرده‌است.
میاگی نام گوجوریو (گو  به معنی سخت و جو به معنی نرم) را برای روش خود انتخاب کرد تا بر وجود هر دو روش‌های نرم و سخت در سبک خود تأکید کند. گوجو نه تنها در کاراته بلکه در زندگی نیز به کار می‌رود. در هنگام دفاع، بدن در حالت نرم و دم و در هنگام حمله، بدن در حالت سخت و بازدم است.

## کاتا/بونکای
گوجوریو به‌طور استاندارد، 12 کاتا دارد: گه‌کی‌سای (دای‌ایچی و دای‌نی)، سایفا، سه‌یون‌چین، سی‌سان، سی‌پای، شی‌سوچین، سان‌سی‌رو، کورورونفا، سانچین، تنشو، سوپارین‌پی. 
هنرآموزان در اغلب زیرسبک‌ها باید تا دان سوم تمامی این کاتاها را یاد بگیرند.
موریو هیگااونا می‌گوید که "کاراته با کاتا شروع شده و با آن نیز به پایان می‌رسد. کاتا پایه و اساس کاراته است و بیان‌کننده دانش انباشته هزاران ساله‌ای است که در طول دوره‌های مختلف توسط استادان آموزش داده شده‌اند. کاتا همچون نقشه‌ای است که ما را راهنمایی می‌کند  و نباید آنرا تغییر داد."
تقریبا تمام کاتاها، بونکا اویوی متناظری دارند که برای تمرین مبارزه دو نفره به کار می‌رود. این تمرین‌ها به فهمیدن کاربرد عملی کاتا، زمان‌بندی درست، حمله و دفاع پایدار و نیز تمرین ایمن حرکات خطرناک کمک می‌کنند.

### کیهون‌گاتا
کیهون‌گاتا به معنی کاتای مفاهیم پایه‌ای است. در گوجوریو، کاتای سانچین پایه تمام کاتاهای دیگر است چون به هنرجو جابه جایی‌های اصلی، تکنیک‌های پایه‌ای، ایجاد نیرو و تکنیک‌های تنفس گرفته شده از چی کونگ را  آموزش می‌دهد. همچنین پایه ساختن صحیح بدن است. با تمرین ببیشتر این کاتا، هیشوگاتای فرد نیز بهتر می‌شود. اولین مرحله کاتای سانچین (سانچین کاتا دای ایچی) کیهون‌گاتا است.

### گه‌کی‌سای
گه کی سای (به کانجی:撃砕 ؛ به کاتاکانا: ゲキサイ) به معنی "حمله و نابود کردن" است. این کاتا برای استانداردسازی کاراته و آموزش اصول پایه‌ای دفاع‌شخصی به دانش‌آموزان مدارس اوکیناوا، به دست چوجون میاگی و ناگامینه شوشین در سال ۱۹۴۰ ابداع شد. این کاتا تحت تأثیر تکنیک‌های شوری‌ته است که استاد میاگی از استاد آنکو ایتوسو یاد گرفته‌است.
هنرجویان، ابتدا گه‌کی‌سای‌دای‌ایچی و  سپس گه‌کی‌سای‌دای‌نی را می‌آموزند. تفاوت این دو در این است که در دای‌نی تکنیک‌های دست باز و نیز حالت‌های ایستادن جدیدتری آموزش داده می‌شود. در دای‌نی ایستادن نکو‌آشی‌داچی و نیز دفاع چرخشی (تومای‌اوکه) به هنرجو یاد داده می‌شود.

### سایفا
سایفا (به کانجی:砕破؛ به کاتاکانا: サイハ) به معنی "خرد کردن و پاره کردن" است. این کاتا ریشه در چین دارد و بدست استاد هیگاشیونا به اوکیناوا آورده شد. این کاتا شامل حرکات سریع و ضربات مشت است. در این کاتا بر حرکات خارج از خط نیروی حریف، و کم کردن همزمان فاصله و حمله تأکید دارد. این کاتا پس از دو کاتای گه‌کی‌سای، اولین کاتای پیشرفته‌ای است که هنرجو در گوجوریو یاد می‌گیرد.

### سانچین
سانچین (به کانجی:三戦؛ به کاتاکانا: サンチン) به معنی "سه نبرد" است. این کاتا نوعی مراقبه در حال حرکت است که هدفش یکی کردن ذهن، جسم و روح است.
تکنیک‌های آن بسیار آهسته انجام می‌شوند و هنرجویان می‌توانند در دقت حرکات، تنفس، حالت ایستادن، قدرت درونی و پایداری ذهن و جسم پیشرفت کنند.
سانچین پایه تمام کاتاهای دیگر است و برای استاد مهم‌ترین کاتا به‌شمار می‌رود. هنگامی که شاگرد جدیدی نزد میاگی می‌آمد او پیش از آموزش دادن کاتای سانچین به او، سه تا پنج سال به او آموزش می‌داد. او آن‌ها را به سختی آموزش می‌داد به نحوی که برخی از آن‌ها پیش از یاد گرفتن سانچین آموزش را رها می‌کردند. آن‌هایی که باقی می‌ماندند به مدت دو تا سه سال بر سانچین تمرکز می‌کردند. آموزش سانچین میاگی بسیار خشن بود به حدی که شاگردان او تمرینات را با کوفتگی‌ها و کبودی‌هایی که میاگی با بررسی سانچین آن‌ها ایجاد کرده بود ترک می‌کردند.

### تنشو
تنشو (به کانجی:転掌؛ به کاتاکانا: テンショウ) به معنی "دست‌های چرخان" است. همچون سانچین، تنشو هم یک نوع مراقبه در حال حرکت است؛ تنشو برخوردهای سخت پویا را با حرکات نرم و روان دست ترکیب کرده و نیرو را در تاندن متمرکز می‌کند. تنشو را می‌توان بخش جو (نرم) گوجوریو به حساب آورد در مقابل بخش گو (سخت) که کاتای سانچین بیانگر آن است.

### کایشوگاتا
کایشوگاتا به معنی کاتای دست باز است. این نوع کاتاها از هیشوگاتا پیشرفته‌تر هستند. از کایشوگاتاها به عنوان کاتایی برای مرجع کاربردی درگیری استفاده می‌شود.
- سِه‌یون‌چین (به کانجی:制引戦؛ به کاتاکانا: セイユンチン) به معنی حمله، چیرگی، تحت فشار گذاشتن و نیز کنترل و به جنگ کشیدن است. در این کاتا تکنیک‌های عدم تعادل، پرتاب و چنگ زدن نمایش داده می‌شود. شامل ضربات نزدیک، رفت و برگشت، بر زمین زدن و پرتاب است.
- شی‌سوچین (به کانجی:四向戦؛ به کاتاکانا: シソーチン) به معنی "نابود کردن از چهار جهت" یا "درگیری در چهار جهت" است. شامل ضربات قدرتمند خطی (شوتی‌زوکی)، جابجایی‌های دایره‌ای و دفاع است. این کاتا، کاتای محبوب ای‌آته میاگی بوده‌است.
- سان‌سِی‌رو (به کانجی:三十六手؛ به کاتاکانا: サンセイルー) به معنی "سی و شش دست" است. نحوه جابجایی در اطراف حریف را در نبردهای نزدیک یک‌چهارم بیان کرده و بر جلوگیری از تحرک حریف با استفاده از تکنیک کانزتسوگری تأکید دارد.
- سِی‌پای (به کانجی:十八手؛ به کاتاکانا: セイパイ) به معنی "هجده دست" است. این کاتا شامل جابجایی‌های چهار جهت، حملات زاویه چهل و پنج درجه و تکنیک‌های نبرد نزدیک و دور است. سکیچی توگوچی متخصص این کاتا بوده‌است.
- کورورونفا (به کانجی:久留頓破؛ به کاتاکانا: クルルンファー) به معنی "تحمل زیاد و حمله ناگهانی" است. تکنیک‌های آن بر پایه سبک چینی مانتیس در حال عبادت است. ایچی میازاتو متخصص این کاتا بوده‌است.
- سِی‌سان (به کانجی:十三手؛ به کاتاکانا: セイサン) به معنی "سیزده دست" است. یکی از قدیمی‌ترین کاتاهاست که در سیستم ناهاته تمرین می‌شود. برخی از سیستم‌های دیگر این کاتا یا نسخه‌هایی با کمی تغییر را به کار می‌گیرند.
- سوپارین‌پِی (به کانجی:壱百零八؛ به کاتاکانا: スーパーリンペイ) به معنی "صد و هشت دست" است. با نام پچورین هم شناخته می‌شود. در ابتدا سه مرحله برای ماهر شدن در آن وجود داشت (گو، چو و جو) که میاگی بعدها تنها بالاترین آن‌ها یعنی "جو" را باقی گذاشت. میتوکو یاگی، ماسانوبو شینجو و موریو هیگااونا در این کاتا خبره بودند.

### فوکیوگاتا
در سال ۱۹۴۰، گن هایاکاوا، فرماندار اوکیناوا، کمیته ویژه کاراته-دو را با اعضای ایشیهارا شوچوکو (رییس)، چوجون میاگی، کامیا جینسه، میاساتو کوجی، توکودا آنبون، کینجو کنسه، کیان شینی و ناگامینه شوشین تشکیل داد. هدف از گرد آوردن این مردان، ایجاد یک مجموعه کاتای اوکیناوایی بود که برای آموزش مبانی هنرهای رزمی اوکیناوایی (مستقل از سبک) و نیز افزایش سلامت فیزیکی به دانش آموزان مدارس یاد داده شود. هدف آن‌ها ایجاد استاندارد برای کاراته به منظور مردمی‌کردن آن (مانند کاری که ژاپنی‌ها با جودو و کندو کردند) نبود .
این نوع کاتاها متعلق به کاتاهای سنتی گوجوریو نیستند و تنها کاتاهای ساده‌ای هستند که به عنوان قسمتی از درس ورزش مدارس برای بچه‌ها ایجاد شده‌اند و قسمتی از برنامه استاندارد کاراته برای مدارس بودند. این کاتاها مستقل از سبک‌های متفاوت کاراته بودند.
ناگامینه شوشین (از سبک ماتسوبایاشی شورین-ریو)، فوکیوگاتا‌ دای‌ایچی را گسترش داد . چوجون میاگی فوکیوگاتا‌ دای‌نی را ساخت که هم‌اکنون یکی از کاتاهای گوجوریو است که با نام گه‌کی‌سای‌ دای‌ایچی شناخته می‌شود. او گه‌کی‌سای‌ دای‌نی را نیز ساخت که تنها در گوجوریو و برخی از سبک‌های به وجود آمده از آن مانند کیوکوشین کاراته تمرین می‌شود.

## کمربند
در گوجوریو ممکن است در سبک‌ها و مدرسه‌های گوناگون، سامانه رتبه‌دهی و کمربندهای متفاوتی بکار گرفته شود. کاتاهایی نیز که در هر کمربند آموزش داده می‌شود در مدارس و سبک‌های مختلف با هم فرق دارد.

در حالت کلی، ترتیب رنگ‌های کمربندها در بیشتر سبک‌ها و مدارس یکسان است. در زیر شمایی کلی از ترتیب رنگ‌ها و درجه‌ها آمده‌است.
| | پایین‌ترین کمربند |
| کمربند سفید |                  |
| |                  |
| کمربند سفید، کیو۱ |                  |
| |                  |
| کمربند سفید، کیو۲ |                  |
| |                  |
| کمربند سفید، کیو۳ |                  |
| |                  |
| کمربند زرد |                  |
| |                  |
| کمربند زرد، کیو۱ |                  |
| |                  |
| کمربند زرد، کیو۲ |                  |
| |                  |
| کمربند نارنجی |                  |
| |                  |
| کمربند نارنجی، کیو۱ |                  |
| |                  |
| کمربند نارنجی، کیو۲ |                  |
| |                  |
| کمربند سبز |                  |
| |                  |
| کمربند سبز، کیو۱ |                  |
| |                  |
| کمربند سبز، کیو۲ |                  |
| |                  |
| کمربند آبی |                  |
| |                  |
| کمربند آبی، کیو۱ |                  |
| |                  |
| کمربند آبی، کیو۲ |                  |
| |                  |
| کمربند آبی، کیو۳ |                  |
| |                  |
| کمربند بنفش |                  |
| |                  |
| کمربند بنفش، کیو۱ |                  |
| |                  |
| کمربند بنفش، کیو۲ |                  |
| |                  |
| کمربند قهوه‌ای |                  |
| |                  |
| کمربند قهوه‌ای، کیو۱ |                  |
| |                  |
| کمربند قهوه‌ای، کیو۲ |                  |
| |                  |
| کمربند قهوه‌ای، کیو۳ |                  |
| |                  |
| کمربند مشکی، دان یک کوهای \|\| colspan="19" bgcolor="Black" \| \|\|bgcolor="Yellow"\| \|\|bgcolor="Black" \| \|\|                                                                                              |                  |
| |                  |
| کمربند مشکی، دان دو سن پای یا سمپای |                  |
| |                  |
| کمربند مشکی، دان سه شی دون \|\| colspan="15" bgcolor="Black" \| \|\|bgcolor="Yellow"\| \|\|bgcolor="Black" \| \|\|bgcolor="Yellow"\| \|\|bgcolor="Black" \| \|\|bgcolor="Yellow"\| \|\|bgcolor="Black" \| \|\| |                  |
| |                  |
| کمربند مشکی،دان چهار سن سی با تلفظ صحیح سِن سِی |                  |
| |                  |
| کمربند مشکی، دان پنج شیهان |                  |
| |                  |
| کمربند مشکی، دان شش رنشی |                  |
| |                  |
| کمربند مشکی، دان هفت کیوشی |                  |
| |                  |
| کمربند مشکی، دان هشت هانشی |                  |
| |                  |
| کمربند مشکی، دان نه کایچو |                  |
| |                  |
| کمربند مشکی، دان ده کانچو |                  |
| | بالاترین کمربند  |

## برای مطالعه
- Sells, John; "The Okinawans", Black Belt Magazine, October 1977
- Higaonna, Morio; Karate-do Tradicional: Tecnicas BasicasHigaonna, Morio (2001). The History of Karate: Okinawan Goju Ryu. ISBN 0-946062-36-6.
- Kane, Lawrence A.; Wilder, Kris (2005). The Way of Kata: A Comprehensive Guide to Deciphering Martial Applications. YMAA Publication Center Inc. ISBN 978-1-59439-058-6.
- McCarthy, Patrick (1995). The Bible of Karate: Bubishi. Tuttle Publishing. ISBN 0-8048-2015-5.
- McCarthy, Patrick (1999). Ancient Okinawan Martial Arts. Vol. 1. Tuttle Publishing. ISBN 978-0-8048-3147-5.
- McCarthy, Patrick; Lee, Mike (1987). Classical Kata of Okinawan Karate (2nd ed.). Black Belt Communications. ISBN 978-0-89750-113-2.
- Nardi, Thomas J. (June 1985). "Learning Goju-Ryu Karate from the Source: Chojun Miyagi". Black Belt Magazine 23 (6): 28–32; 126–129.
- Okami, Paul (January 1983). "The Long and Winding Road: History of Goju-Ryu From Its Origin in China to Its Demise(?) in New York City". Black Belt Magazine 21 (1): 70–77.
- Toguchi, Seikichi (1976). Okinawan Goju-Ryu. Black Belt Communications. ISBN 978-0-89750-018-0.
- Toguchi, Seikichi (2001). Okinawan Goju-Ryu II: Advanced Techniques of Shorei-Kan Karate. Black Belt Communications. ISBN 978-0-89750-140-8.
- Wilder, Kris (2007). The Way of Sanchin Kata: The Application of Power. YMAA Publication Center Inc. ISBN 978-1-59439-084-5.